# Seis días de Groninga
Los Seis días de Groningen era una cursa de ciclismo en pista, de la modalidad de seis días, que se disputaba a Groningen (Países Bajos). Su primera edición data de 1970 y se celebró hasta el 1979, con tan solo cuatro ediciones.

## Palmarés
| Año       | Ganadores                    | Segundos                        | Terceros                   |
| --------- | ---------------------------- | ------------------------------- | -------------------------- |
| 1970      | Jan Janssen Peter Post       | Klaus Bugdahl Dieter Kemper     | Graeme Gilmore Sigi Renz   |
| 1971      | Klaus Bugdahl Dieter Kemper  | Fritz Pfenninger Peter Post     | Leo Duyndam René Pijnen    |
| 1972      | Klaus Bugdahl Dieter Kemper  | Graeme Gilmore Theo Verschueren | René Pijnen Norbert Seeuws |
| 1973-1978 | ediciones no realizadas      |                                 |                            |
| 1979      | Wilfried Peffgen René Pijnen | Albert Fritz Patrick Sercu      | Roman Hermann Horst Schütz |